# Heimia salicifolia
Espèce
Synonymes
- Decodon salicifolius (Kunth) Kuntze[1]
- Ginoria flava Moc. & Sessé ex DC.[1]
- Nesaea salicifolia Kunth[1] [2]

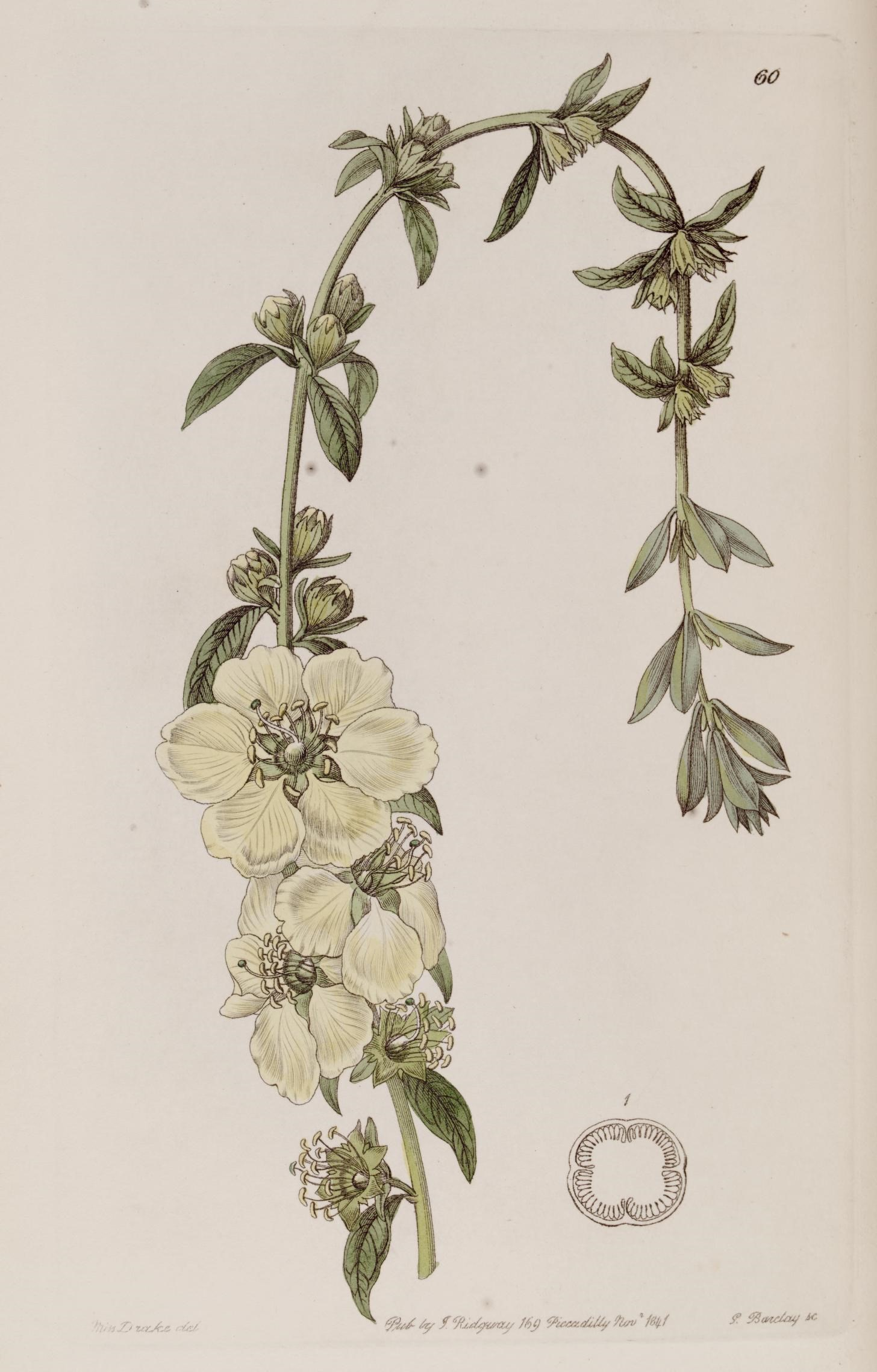
Pl. 60 Edwards's botanical register.

Heimia salicifolia est une espèce de plantes à fleurs de la famille des Lythraceae. C'est un arbuste originaire d'Amérique, en partant du sud-ouest des États-Unis (Texas et Nouveau-Mexique), en passant par le Mexique et l'Amérique centrale jusqu'en Argentine.

## Utilisation

### Usage traditionnel
Heimia salicifolia est aussi connue sous le nom de Sinicuichi et fait l'objet d'un usage rituel ; elle est réputée pour être un enthéogène et un hallucinogène auditif.
Les feuilles incomplètement séchées sont écrasées dans l'eau et le jus obtenu fermente au soleil. La boisson qui en résulte provoque des étourdissements, une euphorie somnolente, une altération de la perception du temps et de l'espace, des hallucinations auditives. Cette boisson est utilisée dans les rituels pour revivre des événements antérieurs.

### Pharmacologie
Cinq alcaloïdes de la famille des quinolizidines ont été isolés, dont la cryogénine. 

## Liste des variétés
Selon Tropicos (9 mars 2021):
- Heimia salicifolia var. montana (Griseb.) Koehne
- Heimia salicifolia var. salicifolia